# Il ferroviere (film 1956)
Il ferroviere è un film del 1956 diretto e interpretato da Pietro Germi, presentato in concorso al 9º Festival di Cannes.

## Produzione
(Pietro Germi)
Il film nasce da un soggetto autobiografico intitolato Il treno di Alfredo Giannetti che lo adattò per il film insieme a Luciano Vincenzoni e Pietro Germi.
La produzione del film era inizialmente della Ponti-De Laurentiis ma venne realizzata dal solo Carlo Ponti che «non credeva nel progetto» e, anche per rallentarne la realizzazione, per la parte del protagonista propose nomi impossibili come quelli di Spencer Tracy e Broderick Crawford. Fu Giannetti a intuire che Germi avrebbe voluto e potuto interpretare il ruolo principale e fu lui a dirigerlo nei provini che convinsero Ponti.

## Trama

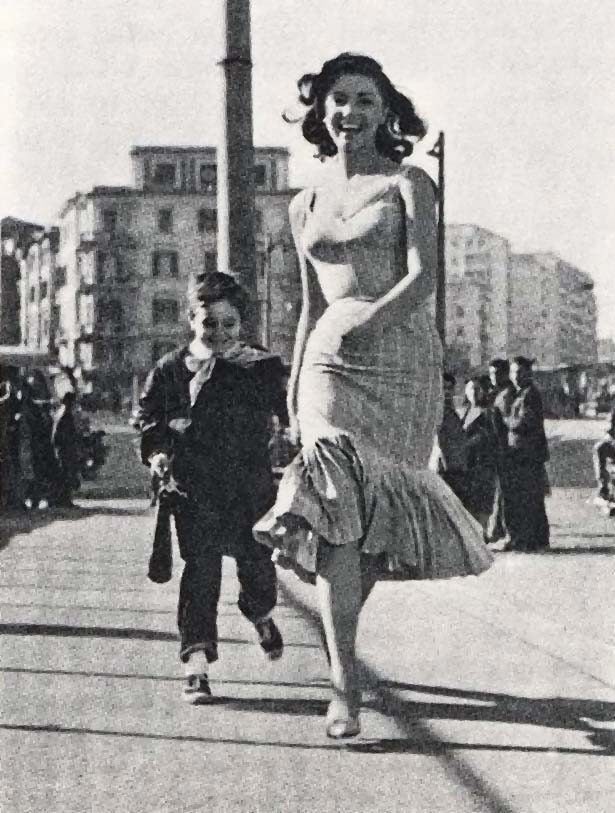
Sylva Koscina con Edoardo Nevola

Notte di Natale. Il macchinista delle ferrovie Andrea Marcocci, di ritorno dal lavoro, fa la solita sosta serale all'osteria per bere un bicchiere di vino e suonare la chitarra per tutti. Benché il suo amico e collega Gigi Liverani, macchinista anche lui, se ne sia già andato, Andrea si abbandona al vino. Da casa viene mandato suo figlio Sandrino per dirgli che lo stanno aspettando per la cena. Tornato alticcio a casa, scopre che non c'è nessuno, poiché la figlia Giulia, incinta, si è sentita male e sono andati tutti a casa sua. Andrea si è spesso scontrato con Giulia e l'ha obbligata a sposare un uomo che non ama, Renato, di cui però è rimasta incinta. Il figlio è nato però già morto. La coppia entra in crisi.
Per Andrea l'unico vero amico è Gigi: con lui si confida durante i lunghissimi e sfiancanti turni di conduzione dei treni. Proprio durante uno di questi lunghi viaggi Andrea investe un uomo che volontariamente si è gettato contro il treno. Pur non avendo alcuna responsabilità, Andrea ha visto quest'uomo in volto e ne resta scosso. Il viaggio deve proseguire ma, a causa della stanchezza accumulata e del forte trauma psicologico che lo ha devastato, Andrea non vede un segnale di arresto, evitando per un soffio un disastro ferroviario. La fama di bevitore gli fa assegnare dalla direzione ferroviaria incarichi secondari ed umilianti, per lui che era stato sempre fiero del suo lavoro. 
Andrea, sconvolto dall'episodio per esserne stato la causa anche se involontaria, inizia a chiudersi in se stesso non credendo più neppure nell'amicizia dei suoi compagni ferrovieri, da cui si è sentito abbandonato durante l'inchiesta seguita all'incidente. Per questo in occasione di uno sciopero egli continua a lavorare, venendo additato come crumiro da tutti. Intanto la situazione familiare si deteriora: Giulia non sta più insieme a suo marito; il secondo figlio, Marcello, dopo l'ennesimo litigio, va via di casa. Accanto ad Andrea rimangono la moglie e il piccolo Sandro, che pur amando senza condizioni il padre è anche lui motivo di rimproveri per il suo modesto rendimento a scuola. 
La grave malattia cardiaca che lo colpisce è però l'occasione per il ricostituirsi degli affetti intorno a lui. La vigilia di Natale, Andrea torna ad avere intorno a sé l'affetto dei suoi figli e dei suoi amici e capisce così che la causa dei suoi guai è stata anche la sua intransigenza e la sua chiusura al mondo esterno. Riprende a suonare la sua chitarra, compagna delle sere passate in allegria all'osteria, per manifestare il suo amore alla moglie, che non l'ha mai abbandonato. Ma proprio in quegli istanti lo coglie la morte.

## Critica
Nonostante sia stato accusato dalla critica di indulgere verso linee narrative deamicisiane (cfr. Morandini op.cit.), il film secondo altri interpreti invece evita le accuse di facile moralismo populista, grazie alla sceneggiatura di Giannetti che focalizza l'attenzione sul lato umano dei personaggi e al taglio neorealista-intimistico che resta la migliore capacità stilistica di Germi, sia come regista che come attore. In questo film, a differenza delle successive opere, Germi si fece doppiare da Gualtiero De Angelis, voce italiana di Cary Grant, Dean Martin e James Stewart.
Attraverso la vita del ferroviere Germi ci dà uno spaccato sociologico dell'Italia popolare e proletaria degli anni cinquanta appena uscita dalla seconda guerra mondiale. Cominciavano allora a manifestarsi i segni di quei problemi familiari e sociali che travagliarono la vita italiana in rapido mutamento. Sono presenti infatti i temi del contrasto tra le generazioni, delle lotte sindacali per le dure condizioni di lavoro, il mutamento dei valori morali a cui Andrea, uomo autoritario legato al passato non sa e non vuole adeguarsi. Il mondo sta velocemente cambiando, come i suoi treni, intorno ad Andrea, ma egli non se ne rende conto.
«Come osserva Mario Sesti, Il ferroviere può essere confrontato all'altro grande monumento cinematografico di melodramma e realismo, Rocco e i suoi fratelli, due film che affrontano un vero corpo a corpo con quello che si può considerare il mito più profondo dell'inconscio, della Storia e della struttura sociale di questo paese: l'unità della famiglia.» Il tutto è trattato in modo emozionale dal regista che, facendo leva sui sentimenti degli spettatori più che sulla loro ragione, li coinvolge e li fa partecipi. Il film è stato accusato di sentimentalismo e di usare toni melodrammatici ma non si è capito, da parte soprattutto di quei critici ideologicamente prevenuti, per i quali la libertà espressiva e politica di Germi era scomoda e troppo disinvolta, che questa è la visione del mondo di Andrea che vive e giudica la società del suo tempo in modo istintivo e fortemente passionale.
La storia, pur ricca di sentimenti, alla fine non appare melensa, ma al contrario, anche per merito dello sceneggiatore Alfredo Giannetti e della grande e sanguigna interpretazione di Pietro Germi, è sincera ed autentica.
Appassionato in particolare il giudizio che del film dà Ermanno Olmi: «Settembre 1961, a Roma. Da Rosati a via Veneto. Germi lo trovavi sempre lì, al bancone del bar, seduto davanti a un bicchiere di vino. Non era una posa d'artista: era davvero nella sua natura starsene silenzioso a pensare sorseggiando del buon vino. Se non avessi saputo ch'era un celebre regista e anche attore avrei detto, per istintiva sensazione, che poteva essere un ferroviere. Perché mi ricordava mio padre come lo avevo in mente da bambino: anche lui ferroviere. Gente solida, buoni bevitori ma rigorosamente sobri in servizio. Quel giorno di settembre, fu proprio Germi a rivolgermi un saluto. Fino ad allora, io lo incontravo spesso lì (lo ammiravo moltissimo), ma non avevo mai osato importunarlo. Mi disse che aveva visto Il posto, il mio film che era stato alla Mostra di Venezia e che gli era piaciuto. Io gli confidai la grande emozione (e le lacrime!) per il suo Ferroviere. Ma al di là della grazia sublime dell'opera ‒ di una rara potenza poetica! ‒ c'era per me una ragione particolare, che mi faceva amare in modo speciale quel suo film: riguardava la mia stessa vita e quella di mio padre che aveva attraversato le stesse vicende del suo ferroviere.»

## Riconoscimenti
- 1957 – Nastro d'argento
  - Miglior regia a Pietro Germi
- 1956 – Festival Internazionale di Cinema di San Sebastian
  - Concha de Oro al miglior film
  - Concha de Plata al miglior regista, Pietro Germi
  - Concha de Plata alla migliore attrice, Luisa Della Noce